# Born Again Anti Christian
Born Again Anti Christian è un album del gruppo goth rock Christian Death, pubblicato dalle etichetta discografica Candlelight Records nel 2000.
È il decimo della formazione europea del gruppo capeggiata da Valor Kand, che si distingue da quella statunitense capeggiata da Rozz Williams scioltasi nel 1994.

## Tracce
1. Betrayal - 4:11
2. Zodiac (He Is Still Out There...) - 4:58
3. In Your Eyes - 4:54
4. The Knife - 3:43
5. Peek a Boo - 4:14
6. Superstition and Fear - 5:39
7. Dead Sorry - 3:33
8. Malevolent Shrew - 5:13
9. Blood Dance - 4:06
10. Fucking in Slow Motion - 5:08
11. The Painted Aura - 5:39
12. Kill Me - 6:33
13. Peek A Boo (Cradle Of Filth Version) - 4:24

## Formazione
- Valor Kand - voce, chitarra, organo a canne, percussioni
- Dani Filth - voce
- Gian Pyres - chitarra
- Maitri - voce, basso
- Steve Stefani - batteria
- Sergio Hernandez - batteria
- Adrian Erlandsen - batteria